# Samsung Galaxy A40
Das Samsung Galaxy A40 ist ein Android-Smartphone des Herstellers Samsung
und der Nachfolger des Galaxy A6 sowie des Galaxy A3 (2017) aus der Samsung-Galaxy-Reihe.

## Spezifikationen

### Hardware

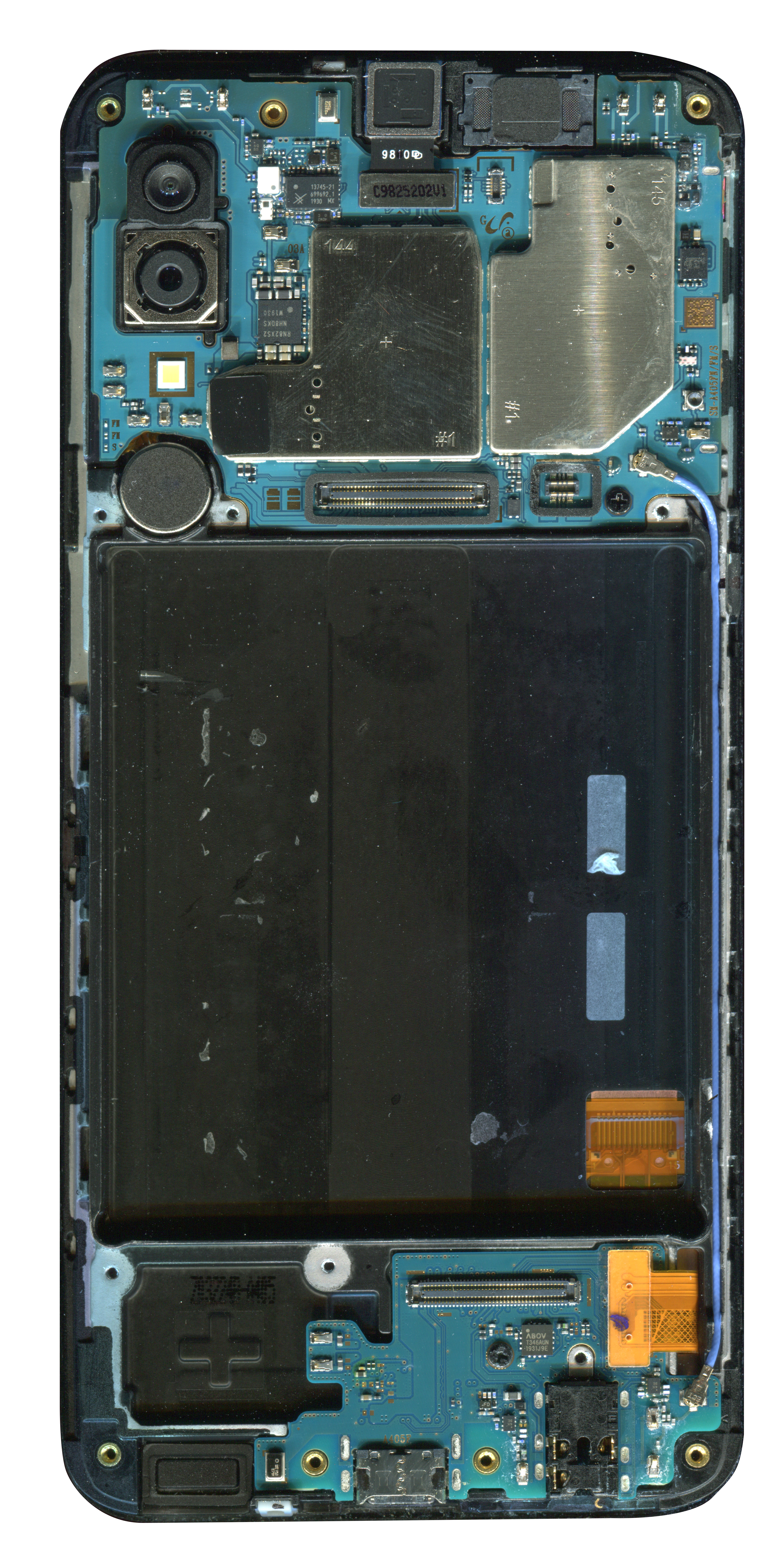
Inhalt des A40

Das Telefon wird von einem Samsung Exynos 7 Octa 7904 Prozessor angetrieben, der 2 × 1,8 GHz ARM Cortex-A73 und 6 × 1,6 GHz ARM Cortex-A53 Kerne besitzt. Der Arbeitsspeicher ist 4 GB groß, der interne Speicher (Massenspeicher) 64 GB. Das Super-AMOLED-Display ist – als umschriebenes Rechteck – 149,2 mm (5,9 Zoll) groß und besitzt eine Auflösung von 2340 × 1080 Pixel (Full HD+). Bis zu den abgerundeten Ecken misst es 144,7 mm (5,7"). Oben in der Mitte ist noch ein kleines Rechteck displayfrei, wo unter dem Glas die Frontkamera und der Helligkeitssensor liegen. Das Frontglas des „Infinity-U-Displays“ ist an linker und rechter Kante eine Spur nach hinten gewölbt, ein typisch planes Schutzglas bedeckt nur den planen Bereich des Displayglases. Der Akku besitzt eine Kapazität von 3100 mAh. Das Handy unterstützt den Bluetooth Standard in Version 5.0 und wird über ein mitgeliefertes USB Typ-C Kabel aufgeladen. Quick Charge wird unterstützt. „DUOS“ nennt Samsung die Dual-SIM-Fähigkeit, das Gerät nimmt 2 SIM-Karten im Nano-SIM-Format auf. Für die Funktionen „Anrufe“, „Nachrichten“ und „Mobile Daten“ kann jeweils die gewünschte SIM-Karte genutzt werden. So lässt sich eine SIM-Karte für die mobile Datennutzung einsetzen, während die Andere für Telefonie und SMS-Versand verwendet wird.
Zusätzlich ist in den Dual-SIM-Karten-Slot ein Steckplatz für MicroSD-Karten integriert, welcher Speicherkarten mit einer Größe von bis zu 512 GB unterstützt.

### Software
Auf dem Telefon kommt seit März 2021 Android 11 zum Einsatz.